# شهرک شرکتی آب‌باریک
شهرک شرکتی آب‌باریک یک روستا در ایران است که در استان فارس واقع شده‌است. شهرک صنعتی آب‌باریک ۴۷ نفر جمعیت دارد.